# Andy Kubert

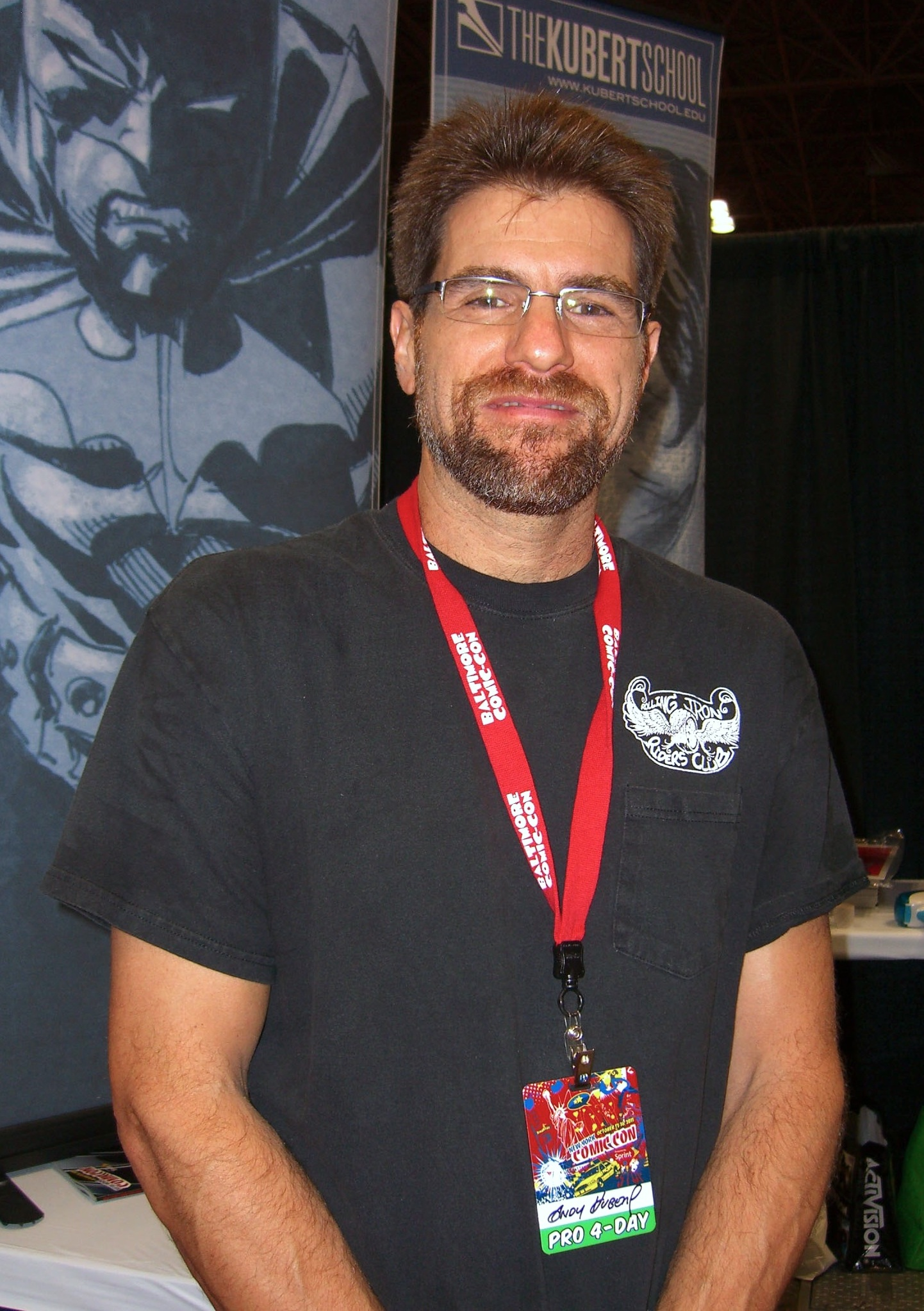
Andy Kubert 2011

Andrew „Andy“ Kubert (* 27. Februar 1962) ist ein US-amerikanischer Comiczeichner.

## Leben und Arbeit
Kubert wurde 1962 als Sohn des Comiczeichners Joe Kubert geboren. Gemeinsam mit seinem Bruder Adam Kubert trat er in den 1980er Jahren in die Fußstapfen des Vaters und begann als hauptberuflicher Comiczeichner zu arbeiten.
Zu seinen ersten veröffentlichten Arbeiten zählte eine Miniserie über den Sci-Fi-Helden Adam Strange, die im Programm des Ostküstenverlages DC-Comics auf den Markt kam. Größeres Aufsehen erweckte Kubert erstmals als Zeichner des von DC gemeinsam mit dem Verlag Dark Horse herausgegebenen Crossiver Batman vs. Predator, in dem beide Verlage bekannte Figuren aus ihrem Repertoire in einer gemeinsamen Geschichte auftreten ließen.
In den 1990er Jahren arbeitete Kubert überwiegend für den Verlag Marvel Comics, für den er im Wesentlichen an verschiedenen Serien der X-Men-Reihe arbeitete. So illustrierte er Ausgaben der Serien Uncanny X-Men, Ultimate X-Men und X-Men Classic. Hinzu kamen Engagements an Marvel-Serien wie Ghost Rider, Incredible Hulk, Captain America, Thor, Marvel 1602 und Ultimate Iron Man. 
2005 unterschrieb Kubert einen Exklusivvertrag bei DC-Comics, wo er seither vor allem die traditionsreiche Serien Batman betreut, für die er Geschichten des Schotten Grant Morrison ins Bild setzt. 2010 erhielt er gemeinsam mit Neal Gaiman den British Fantasy Award für Whatever Happened To The Caped Crusader? als beste Graphic Novel.